# Cissus milnei
Cissus milnei är en vinväxtart som beskrevs av B. Verdcourt. Cissus milnei ingår i släktet Cissus och familjen vinväxter. Inga underarter finns listade i Catalogue of Life.